# قالا دره سی
قالا دره سی مربوط به هزاره اول (پیش از میلاد) - هزاره دوم (پیش از میلاد) - دوره اسلامی قرن ۶ تا ۸ ه.ق است و در شهرستان تکاب، بخش مرکزی، دهستان انصار، روستای عربشاه واقع شده است. این اثر در تاریخ ۳۰ دی ۱۳۸۵ با شمارهٔ ثبت ۱۶۷۹۵ به عنوان یکی از آثار ملی ایران به ثبت رسیده است.